# 喬納森·盧寧
喬納森·歐文·盧寧（英語：Jonathan I. Lunine，1959年6月26日—）是一名美國行星科學家和物理學家。盧寧任教於康乃爾大學，是該校物理科學系的大衛·C·鄧肯教授和天文學系主任。盧寧發表了380多篇研究論文，在行星形成、演化和適居性研究方面處於領先地位。他的工作包括分析棕矮星、氣態巨行星和行星衛星。在太陽系內，具有潛在有機化學和前生物條件的天體，特別是土星的衛星土衛六，一直是盧寧研究的重點。
盧寧是NASA噴氣推進實驗室的大衛·巴爾的摩傑出訪問科學家。他是卡西尼號土星任務和詹姆斯·韋伯太空望遠鏡的跨學科科學家，也是2011年發射的朱諾號木星任務的共同研究員。他是擬議中的前往土衛二的天體生物學任務土衛二生命發現者的首席研究員。
盧寧是美國國家科學院院士、美國科學促進會和美國地球物理聯盟會士，也是國際太空科學院院士，該院於2009年授予他基礎科學獎。2015年，他被授予歐洲地球科學聯盟讓-多米尼克-卡西尼獎章。他於1980年獲得羅徹斯特大學物理和天文學學士學位，隨後又獲得加州理工學院行星科學碩士學位（1983年）和博士學位（1985年）。
盧寧是一名猶太人，但皈依了天主教，並幫助創建天主教科學家協會。他還發表了關於喬治·勒梅特的演講。

## 部分出版

### 技術書籍
- Earth: Evolution of a Habitable World, 2nd Edition (Cambridge University Press, 2013)
- Astrobiology: A Multidisciplinary Approach (Pearson Addison-Wesley, 2005)

### 學術文章
- H B Niemann; S K Atreya; S J Bauer;  et al. . 自然. 2005-12-08, 438 (7069): 779–84. Bibcode:2005Natur.438..779N. ISSN 1476-4687. PMID 16319830. doi:10.1038/NATURE04122. Wikidata Q28284580 （英语）.
- J Hunter Waite; Michael R Combi; Wing-Huen Ip;  et al. . 科学. 2006-03-10, 311 (5766): 1419–22. ISSN 0036-8075. PMID 16527970. doi:10.1126/SCIENCE.1121290. Wikidata Q28301206 （英语）.
- Stofan ER; Elachi C; Lunine JI;  et al. . 自然. 2007-01-01, 445 (7123): 61–64. ISSN 1476-4687. PMID 17203056. doi:10.1038/NATURE05438. Wikidata Q34001749 （英语）.